# 10cm horská houfnice M 16/19

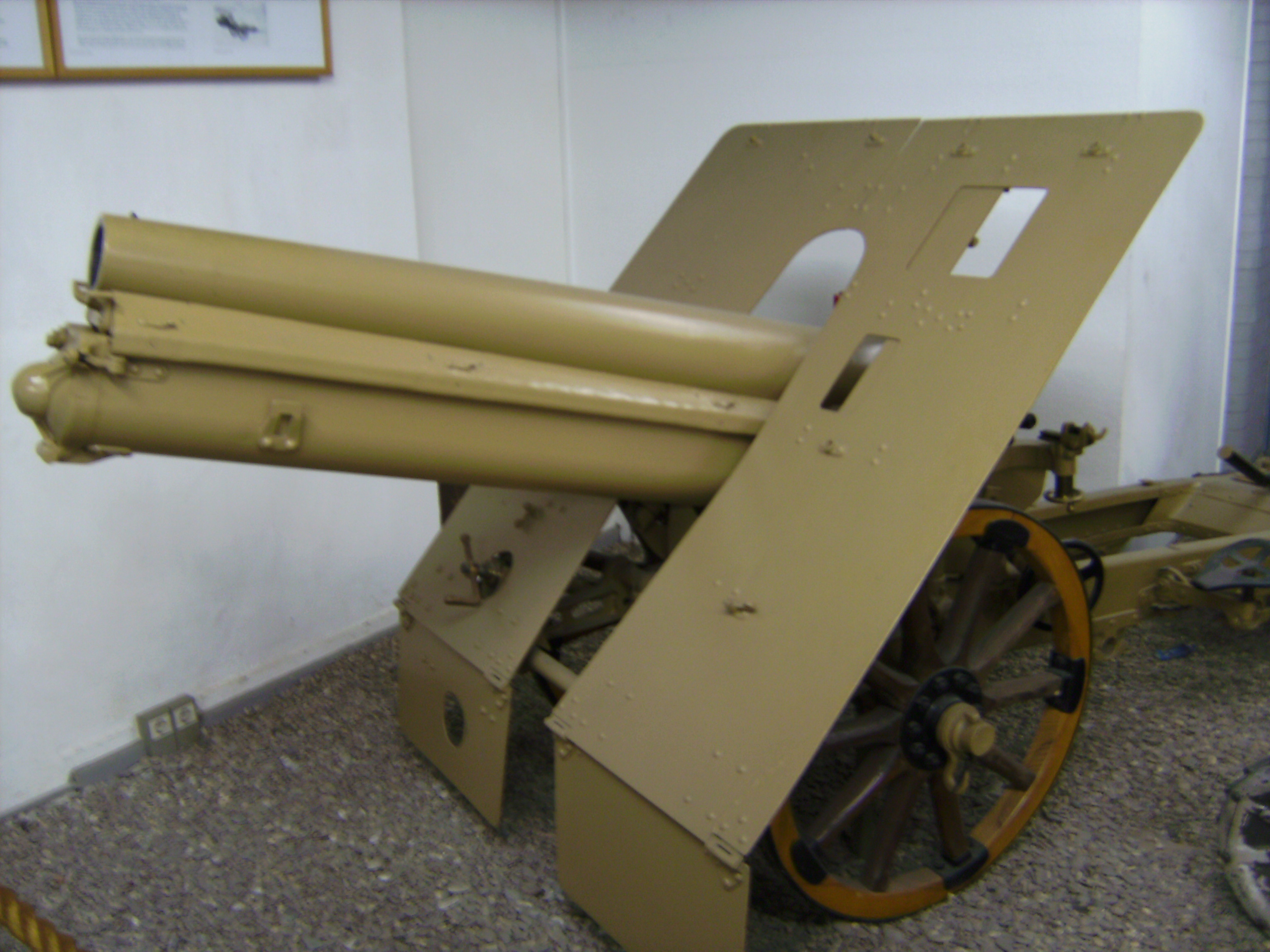
10cm horská houfnice M 16/19

10cm horská houfnice M 16/19 byla výrobkem československé firmy Škoda Plzeň. Zbraň vycházela z horské houfnice M 16, která byla používána za 1. světové války. Byla vyráběna pro potřebu Československé armády. Po rozbití Československa v roce 1939 byla houfnice používána německým Wehrmachtem a ve výzbroji ji měla i armáda samostatného Slovenska.

## Údaje
- Hmotnost: 1235 kg
- Délka: 1,9 m
- Hmotnost náboje: 16 kg
- Odměr: −8° až 70°
- Náměr: 5,5°
- Rychlost střelby: 5 ran/min
- Úsťová rychlost: 341 m/s
- Dostřel: 8490 m

## Uživatelé
- Československo
- Německo
- Slovensko